# Riolama inopinata
Espèce
Riolama inopinata est une espèce de sauriens de la famille des Gymnophthalmidae.

## Répartition
Cette espèce est endémique de l'État de Bolívar au Venezuela. Elle a été découverte sur la tepui Murisipán.

## Étymologie
Le nom spécifique inopinata vient du latin inopinatus, inattendu, en référence à la découverte inattendue d'une espèce du genre Riolama sur un tepui du massif de Los Testigos.

## Publication originale
- Kok, 2015 : A new species of the Pantepui endemic genus Riolama (Squamata: Gymnophthalmidae) from the summit of Murisipán-tepui, with the erection of a new gymnophthalmid subfamily. Zoological Journal of the Linnean Society, vol. 174, p. 500–518.